# Peter Mandelson
Peter Benjamin Mandelson, Baron Mandelson, (n. 21 octombrie 1953) este un politician britanic laburist care a deținut funcția de Comisar European pentru Comerț din 2004 până în 2008.